# Lijst van kerkliederen van Huub Oosterhuis
Dit is een lijst van kerkliederen van Huub Oosterhuis.
| Titel                                              | Muziek                                                         | Psalm                                         | Opmerkingen/Melodie |  |
| -------------------------------------------------- | -------------------------------------------------------------- | --------------------------------------------- | --- |  |
| Al spreek ik met tongen van engelen en mensen      | Antoine Oomen                                                  |                                               | I Korinte 13 |  |
| Alle denkbare en ondenkbare levende zielen         | Antoine Oomen                                                  |                                               | |  |
| Alles wacht op U vol hoop                          | Antoine Oomen                                                  | 104                                           | |  |
| Als ik U aanroep                                   | Bernard Huijbers                                               | 4                                             | Toni communes |  |
| Als vrijheid was wat vrijheid lijkt                | Bernard Huijbers                                               |                                               | Exultet |  |
| Als wij dan eten van dit brood                     | Bernard Huijbers                                               |                                               | Theater |  |
| Ander, ouder                                       | Antoine Oomen                                                  |                                               | |  |
| Avondmaal ter heiliging                            | Tom Löwenthal Antoine Oomen                                    |                                               | |  |
| Beeld en gelijkenis                                | Bernard Huijbers                                               |                                               | |  |
| Beeld en gelijkenis van Hem die leeft              | Bernard Huijbers                                               |                                               | Dominus Jesus |  |
| Behoed de liefde                                   | Tom Löwenthal                                                  |                                               | |  |
| Blijf niet staren op wat vroeger was               | Bernard Huijbers                                               |                                               | |  |
| Blinde ogen verlicht ze                            | Tom Löwenthal Antoine Oomen                                    |                                               | |  |
| Boek jij bent geleefd                              | Antoine Oomen                                                  |                                               | |  |
| Brandde ons hart niet                              | Bernard Huijbers                                               |                                               | |  |
| Dan nog                                            | Bernard Huijbers                                               |                                               | |  |
| Dat een nieuwe wereld komen zal                    | Antoine Oomen                                                  |                                               | |  |
| Dat ik aarde zou bewonen                           | Tom Löwenthal                                                  |                                               | |  |
| Dat wij volstromen met levensadem                  | Bernard Huijbers                                               |                                               | |  |
| Dat woord, waarin ons richting werd gegeven        |                                                                |                                               | Ic seg adieu |  |
| De Geest des Heren heeft                           | Bernard Huijbers                                               |                                               | |  |
| De Heer heeft mij gezien en onverwacht             | Bernard Huijbers                                               | 139                                           | |  |
| De avond komt met droefheid                        | Antoine Oomen                                                  | 30                                            | |  |
| De boom is de aarde dankbaar                       | Antoine Oomen                                                  |                                               | |  |
| De hemel mag horen                                 | Tom Löwenthal Antoine Oomen                                    |                                               | |  |
| De nacht loopt ten einde                           | Bernard Huijbers                                               |                                               | |  |
| De steppe zal bloeien                              | Tom Löwenthal Antoine Oomen                                    | 126                                           | |  |
| De vloed van vóór de tijd                          | Willem Vogel                                                   |                                               | |  |
| De wijze woorden en het groot vertoon              | Bernard Huijbers                                               |                                               | |  |
| De woorden die wij spraken tot elkaar              | Tom Löwenthal                                                  | 90                                            | |  |
| Delf mijn gezicht op, maak mij mooi                | Bernard Huijbers                                               |                                               | |  |
| Deze woorden aan jou opgedragen                    | Tom Löwenthal                                                  |                                               | |  |
| Die chaos schiep tot mensenland                    | Antoine Oomen                                                  |                                               | |  |
| Die de aarde boetseerde                            | Tom Löwenthal                                                  |                                               | |  |
| Die mij droeg op adelaarsvleugels                  | Bernard Huijbers Tom Löwenthal                                 |                                               | |  |
| Die mij getrokken uit de schoot                    | Antoine Oomen                                                  |                                               | |  |
| Die naar menselijke gewoonte                       | Bernard Huijbers                                               |                                               | |  |
| Die rechtens God gelijk                            | Bernard Huijbers                                               |                                               | |  |
| Die zegt god te zijn                               | Bernard Huijbers Antoine Oomen                                 |                                               | |  |
| Dit ene heb ik jou gevraagd                        | Tom Löwenthal                                                  | 27                                            | |  |
| Dit is de dag die de Heer heeft gemaakt en gegeven |                                                                | Psalm 118:24 Romeinen 5:12 Handelingen 2:1-13 | |  |
| Dit huis vol mensen                                | Intermonasteriële Werkgroep voor Liturgie Antoine Oomen        |                                               | Lobe den Herren |  |
| Doe mij binnengaan                                 | Antoine Oomen                                                  |                                               | |  |
| Duren zal de liefde van God                        | Tom Löwenthal                                                  |                                               | |  |
| Een land in onweer verward                         | Tom Löwenthal                                                  |                                               | |  |
| Een mens te zijn op aarde                          | Tera de Marez Oyens                                            |                                               | |  |
| Een mens, geboren uit een vrouw                    | Bernard Huijbers                                               |                                               | |  |
| Een schoot van ontferming is onze God              | Antoine Oomen                                                  |                                               | |  |
| Eeuwige, hier nu                                   | Tom Löwenthal                                                  | 150                                           | |  |
| Elke dag, alle dagen                               | Tom Löwenthal                                                  | 145                                           | |  |
| Ere wie ere toekomt                                | Antoine Oomen                                                  |                                               | |  |
| Gedenk ons hier bijeen                             | Antoine Oomen                                                  |                                               | |  |
| Gedenken wij dankbaar de daden des Heren           | Wim ter Burg                                                   |                                               | Wilt heden nu treden |  |
| Geen taal die hem vertaalt                         | Bernard Huijbers Antoine Oomen                                 |                                               | |  |
| Gelukkig allen die uw wegen gaan                   | Antoine Oomen                                                  | 119                                           | |  |
| Gezegend Gij van hier tot waar ter wereld          | Tom Löwenthal Antoine Oomen                                    | 116                                           | |  |
| Gezegend Gij, heilige Vader                        | Bernard Huijbers                                               |                                               | |  |
| Gezegend zijt Gij levende God                      | Tom Löwenthal Bernard Huijbers                                 |                                               | |  |
| Gij die de stomgeslagen mond verstaat              | Antoine Oomen                                                  |                                               | |  |
| Gij die een en eeuwig zijt                         | Antoine Oomen                                                  |                                               | |  |
| Gij die geroepen hebt 'licht'                      | Antoine Oomen                                                  |                                               | |  |
| Gij die gezegd hebt: troost mijn volk              | Bernard Huijbers                                               |                                               | |  |
| Gij die het sprakeloze bidden hoort                | Antoine Oomen                                                  |                                               | |  |
| Gij die ons in dit leven hebt geroepen             | Bernard Huijbers                                               |                                               | |  |
| Gij doet de mensen tot stof vergaan                | Bernard Huijbers                                               |                                               | Regem cui |  |
| Gij met uw naam                                    | Tom Löwenthal                                                  |                                               | |  |
| Gij wacht op ons                                   | Bernard Huijbers                                               |                                               | |  |
| Gij zijt de lucht om mij heen                      | Tom Löwenthal                                                  |                                               | |  |
| Gij zijt een mensenzoon                            | Bernard Huijbers                                               |                                               | |  |
| Gij zijt voorbij gegaan                            | Thoinot Arbeau (Jehan Tabourot)) Bernard Smilde                |                                               | Belle, qui tiens ma vie |  |
| Gij, Gij peilt mijn hart                           | Antoine Oomen                                                  |                                               | |  |
| God die in het begin                               | Bernard Huijbers                                               |                                               | De Geest des Heren heeft |  |
| God die ons heeft voorzien                         | Bernard Huijbers                                               |                                               | |  |
| God is Hij alleen                                  | Bernard Huijbers                                               | 96                                            | Notum fecit |  |
| Heden zult gij zijn glorie aanschouwen             | Bernard Huijbers Gerrit Jan Niemeijer                          |                                               | |  |
| Heer onze Heer, hoe zijt Gij aanwezig              | Louis van Dijk                                                 |                                               | Slaat op den trommele |  |
| Heer, onze Heer, hoe machtig is uw naam            | Bernard Huijbers                                               |                                               | |  |
| Herschep ons hart                                  | Tom Löwenthal                                                  |                                               | |  |
| Het brood in de aarde                              | Ben van der Linden                                             |                                               | |  |
| Het brood in de aarde gevonden                     | Albert de Klerk                                                |                                               | |  |
| Hier begint de dienst van de tafel                 | Tom Löwenthal                                                  |                                               | |  |
| Hier is een stad gebouwd                           | Jaap Geraedts Rik Veelenturf                                   |                                               | |  |
| Hierheen, Adem, steek mij aan                      | Bernard Huijbers Antoine Oomen                                 |                                               | |  |
| Hij die gesproken heeft een woord dat gáát         | Bernard Huijbers                                               |                                               | |  |
| Hij ging van stad tot stad                         | Bernard Huijbers                                               |                                               | |  |
| Hoe ver is de nacht                                | Bernard Huijbers Antoine Oomen                                 |                                               | |  |
| Hoe ver te gaan?                                   | Antoine Oomen                                                  |                                               | |  |
| Hoe verder onze ogen reiken                        | Antoine Oomen                                                  |                                               | |  |
| Honderd bloemen mogen bloeien                      | Arjan van Baest Antoine Oomen Bernard Huijbers                 |                                               | |  |
| Hoor je mij?                                       | Antoine Oomen                                                  | 15                                            | |  |
| Iedere tijd opnieuw gaat zijn genade               | Ignace de Sutter                                               |                                               | |  |
| Ik ben de wijnstok                                 | Bernard Huijbers                                               |                                               | |  |
| Ik geloof in de levende God                        | Bernard Huijbers Jaap Geraedts                                 |                                               | |  |
| Ik hoorde je hebt me geroepen                      | Tjeerd Oosterhuis                                              |                                               | |  |
| Ik sla mijn ogen op naar de bergen                 | Bernard Huijbers                                               | 121                                           | |  |
| Ik sta voor U in leegte en gemis                   | Bernard Huijbers                                               |                                               | |  |
| Ik zal in mijn huis niet wonen                     | Antoine Oomen                                                  |                                               | |  |
| Ik zing van ganser harte voor de Heer              | Rik Veelenturf                                                 |                                               | |  |
| Ik zoek bij jou naar toevlucht voor mijn ziel      | Tom Löwenthal                                                  | 57                                            | |  |
| In 't laatste van de dagen zal het zijn            | Antoine Oomen                                                  |                                               | |  |
| In de hemel onze vader                             | Antoine Oomen                                                  |                                               | |  |
| In den beginne het woord                           | Antoine Oomen                                                  |                                               | |  |
| In uw handen leg ik mijn hart                      | Antoine Oomen                                                  |                                               | |  |
| Jij bent de god die mij gegeven is                 | Bernard Huijbers Antoine Oomen                                 |                                               | |  |
| Jij bent van jou                                   | Antoine Oomen                                                  |                                               | |  |
| Jij die voor alle namen wijkt                      | Genève                                                         | 36                                            | |  |
| Jou gezocht bij dag                                | Antoine Oomen                                                  | 88                                            | |  |
| Keer U niet af                                     | Bernard Huijbers                                               | 69                                            | Omnes gentes |  |
| Keer U om naar ons toe                             | Antoine Oomen                                                  |                                               | |  |
| Kind ons geboren, zoon ons gegeven                 | Antoine Oomen                                                  |                                               | |  |
| Klaagzang en klacht over u                         | Tom Löwenthal                                                  |                                               | |  |
| Klankresten van een onvoltooid verhaal             | Tjeerd Oosterhuis                                              | 121:4                                         | |  |
| Kom Geest van God                                  | Tom Löwenthal                                                  |                                               | |  |
| Kom in mij                                         | Lucas Lossius                                                  |                                               | |  |
| Komen ooit voeten gevleugeld                       | H. Paus                                                        |                                               | Lobe den Herren |  |
| Komt ons in diepe nacht ter ore                    |                                                                | 19:6                                          | Psalm 118 |  |
| Kwam van Godswege                                  | Bernard Huijbers Jaap Geraedts                                 |                                               | |  |
| Licht dat ons aanstoot in de morgen                | Antoine Oomen                                                  |                                               | Psalm 118 |  |
| Looft de Heer, al wat gemaakt is                   | Intermonasteriële Werkgroep voor Liturgie                      | 42/43                                         | Nu dyn leven is gedreven |  |
| Met niets van niets zijt Gij begonnen              | Tjeerd Oosterhuis Antoine Oomen                                |                                               | |  |
| Mijn God zijt Gij                                  | Bernard Huijbers                                               | 117                                           | |  |
| Mijn hart een harp een viool                       | Antoine Oomen                                                  | 138                                           | |  |
| Mijn herder is de Heer                             | Bernard Huijbers                                               | 23                                            | |  |
| Mijn herder, Gij alleen                            | Bernard Huijbers                                               | 23                                            | |  |
| Moge jou vergezellen                               | Tom Löwenthal                                                  |                                               | |  |
| Naar het paradijs                                  | Tom Löwenthal Antoine Oomen                                    |                                               | |  |
| Naar jou sta ik op in de morgen                    | Tom Löwenthal                                                  | 63                                            | |  |
| Neemt Gods woord met hart en mond                  | Bernard Huijbers                                               |                                               | |  |
| Niemand leeft voor zichzelf                        | Floris van der Putt                                            |                                               | Speciaal geschreven voor en eerste uitvoering tijdens de uitvaart van bisschop Bekkers op 14 mei 1966 in de Sint-Janskathedraal te Den Bosch. |  |
| Niet als een storm, als een vloed                  | Bernard Huijbers Antoine Oomen                                 | 1                                             | |  |
| Niksers, leeghoofden                               | Bernard Huijbers                                               | 14                                            | |  |
| Nog is de dood niet overmocht                      | Antoine Oomen                                                  |                                               | |  |
| Nog voor chaos                                     | Tom Löwenthal                                                  |                                               | |  |
| Nu nog met halve woorden, hier en daar             | Antoine Oomen                                                  |                                               | O Heer die daar des hemels tenten spreidt |  |
| O Heer God, erbarmend genadig                      | Antoine Oomen                                                  |                                               | |  |
| Om liefde gaan wij een leven                       | Tjeerd Oosterhuis Herman Rouw                                  |                                               | |  |
| Om warmte gaan wij een leven                       | Wilfried Kemp Willem Vogel                                     |                                               | |  |
| Omdat Hij niet ver wou zijn                        | Bernard Huijbers                                               |                                               | |  |
| Onkreukbare woorden, waar ben je                   | Antoine Oomen                                                  | 12                                            | |  |
| Onstilbare tonen                                   | Tom Löwenthal                                                  |                                               | Theater |  |
| Ontwaak, gij die slaapt, sta op uit de dood        | Bernard Huijbers                                               |                                               | |  |
| Onze vader verborgen                               | Tom Löwenthal                                                  |                                               | |  |
| Op mijn levenslange reizen                         | Tom Löwenthal                                                  |                                               | |  |
| Overal zijt Gij onzichtbaar gegeven                | Bernard Huijbers Antoine Oomen                                 |                                               | |  |
| Roep onze namen                                    | Tom Löwenthal                                                  |                                               | |  |
| Roept God een mens tot leven                       | Bernard Huijbers Jaap Geraedts Frits Mehrtens Melchior Vulpius |                                               | Het waren tien geboden Christus, der ist mein Leben                                                                                           |  |
| Roept het tot alle steden                          | Rik Veelenturf                                                 |                                               | |  |
| Rust en vrede                                      | Antoine Oomen                                                  |                                               | O Heiland, reiss die Himmel auf |  |
| Scheur toch de wolken weg en kom                   | Antoine Oomen                                                  |                                               | |  |
| Soms breekt uw licht                               | Bernard Huijbers                                               |                                               | |  |
| Spreek tot mij                                     | Bernard Huijbers                                               | 51                                            | Confiteor |  |
| Stad van mijn hart                                 | Bernard Huijbers                                               | 122                                           | |  |
| Stem als een zee van mensen                        | Bernard Huijbers Rik Veelenturf                                |                                               | |  |
| Stilte nu                                          | Antoine Oomen                                                  | 65                                            | |  |
| Strek uw handen naar mij                           | Tom Löwenthal                                                  |                                               | |  |
| Te doen gerechtigheid                              | Willem Vogel                                                   |                                               | Gelukkig is het land |  |
| Ten dage dat Hij maakte                            | Antoine Oomen                                                  |                                               | |  |
| Tijd van vloek en tijd van zegen                   | Henri Heuvelmans                                               |                                               | Psalm 86 |  |
| Toen Jezus in zijn uur gekomen was                 | Bernard Huijbers                                               |                                               | |  |
| Toen ik daar zat, verweesd en zonder lied          | Bernard Huijbers Wim Dalm                                      |                                               | Nu heeft het oude leven afgedaan |  |
| U eeuwige die ver weg zijt en ongezien             | Bernard Huijbers                                               |                                               | |  |
| Uit het duister hier gekomen                       | Henry John Gauntlett                                           | 121:4                                         | Irby |  |
| Uit staat en stand en wijsheid losgewoeld          | Bernard Huijbers Antoine Oomen                                 |                                               | |  |
| Uit uw hemel zonder grenzen                        | Floris van der Putt Jaap Geraedts                              |                                               | |  |
| Uit vuur en ijzer, zuur en zout                    |                                                                |                                               | Poolse volksmelodie |  |
| Uw vriendschap reikt tot in de hemel               | Tom Löwenthal                                                  | 36                                            | |  |
| Uw woord, dat de eeuwen voorziet                   | Antoine Oomen                                                  |                                               | |  |
| Van grond en vuur zult Gij ons maken               | Antoine Oomen                                                  | 122:5                                         | |  |
| Vanwaar zijt Gij gekomen                           | Michael Praetorius                                             |                                               | Es ist ein Ros entsprungen |  |
| Veel te laat                                       | Antoine Oomen                                                  |                                               | |  |
| Verdoofd en schamper van gemis                     | Bernard Huijbers Antoine Oomen                                 |                                               | |  |
| Verheft uw hart, weest welgemoed                   | Intermonasteriële Werkgroep voor Liturgie                      |                                               | O Heiland open wijd de poort |  |
| Voor een boom is er nog hoop                       | Tom Löwenthal                                                  |                                               | |  |
| Voordat ik bomen zag                               | Antoine Oomen                                                  |                                               | |  |
| Vrede voor jou                                     | Tom Löwenthal                                                  |                                               | |  |
| Vrede voor jou, en vrede voor jou                  | Bernard Huijbers                                               |                                               | |  |
| Waar vriendschap is                                | Antoine Oomen                                                  |                                               | |  |
| Waarom viel je gezicht                             | Tjeerd Oosterhuis                                              |                                               | |  |
| Was jij mijn herder                                | Tom Löwenthal                                                  | 23                                            | |  |
| Wat altijd is geweest                              | Bernard Huijbers                                               |                                               | |  |
| Wat geen oog heeft gezien                          | Bernard Huijbers Antoine Oomen                                 |                                               | |  |
| Wat ik gewild heb                                  | Rik Veelenturf Antoine Oomen                                   |                                               | |  |
| Waar benne de bene?                                | Tom Löwenthal Antoine Oomen                                    |                                               | |  |
| Wees genadig                                       | Antoine Oomen                                                  |                                               | |  |
| Wees hier aanwezig in uw woord                     | Antoine Oomen                                                  |                                               | |  |
| Wees hier aanwezig, God van de machten             | Intermonasteriële Werkgroep voor Liturgie John Goss            | Psalm 80:4 Psalm 80:8                         | |  |
| Wees hier aanwezig, dat het goed mag zijn          | Antoine Oomen                                                  |                                               | |  |
| Wees hier aanwezig, licht in ons midden            | Bernard Huijbers                                               |                                               | |  |
| Wees hier aanwezig, rond deze tafel                | Antoine Oomen                                                  |                                               | |  |
| Wees hier aanwezig, woord ons gegeven              | Tom Löwenthal                                                  | 80 104                                        | |  |
| Wees hier aanwezig, woord van licht lichtadem      | Antoine Oomen                                                  |                                               | |  |
| Wek mijn zachtheid weer                            | Antoine Oomen                                                  |                                               | |  |
| Wek uw kracht en kom                               | Antoine Oomen                                                  | 79                                            | |  |
| Wek uw kracht en kom ons bevrijden                 | Antoine Oomen                                                  | 80:3                                          | |  |
| Wie als een god wil leven hier op aarde            | Intermonasteriële Werkgroep voor Liturgie Geert Hendrix        |                                               | Al van de droge haring |  |
| Wie heeft zijn geld verloren                       | Floris van der Putt Bernard Huijbers                           |                                               | |  |
| Wie oren om te horen heeft                         | Intermonasteriële Werkgroep voor Liturgie                      |                                               | Loouerkens dat zijn loouerkens |  |
| Wij die met eigen ogen                             | Antoine Oomen                                                  | 124:6                                         | Ik wil mij gaan vertroosten Wilhelmus van Nassouwe                                                                                            |  |
| Wij geven jou uit handen                           | Tom Löwenthal                                                  |                                               | |  |
| Wij zullen een van ziel zijn lichaam worden        | Antoine Oomen                                                  |                                               | |  |
| Wij zullen kennen zoals wij genoemd zijn           | Antoine Oomen                                                  |                                               | |  |
| Wonen overal nergens thuis                         | Wim ter Burg                                                   |                                               | Suze Naanje |  |
| Woord dat ruimte schept                            | Antoine Oomen                                                  |                                               | |  |
| Ze zijn van vlees en van gebeente                  |                                                                | 115:6                                         | Ignaci dat de Heer u segen |  |
| Zevenmaal opnieuw geboren                          | Bernard Huijbers Antoine Oomen                                 |                                               | |  |
| Zij die stom zijn, ver heen, koud, steen in steen  |                                                                |                                               | Genève 1551 |  |
| Zo spreekt de Heer die ons geschapen heeft         | Bernard Huijbers                                               |                                               | |  |
| Zo vriendelijk en veilig als het licht             | Bernard Huijbers                                               | 27:1 104 119                                  | Een smekeling, zo kom ik tot uw troon |  |
| Zoals de mensen leven                              | Bernard Huijbers                                               |                                               | |  |
| Zoals een hert reikhalst naar levend water         |                                                                | 42                                            | Caro mea |  |
| Zoals een moeder zorgt                             | Antoine Oomen                                                  |                                               | |  |
| Zolang er mensen zijn op aarde                     | Intermonasteriële Werkgroep voor Liturgie Tera de Marez Oyens  | 90:12                                         | De tien geboden |  |
| Zomaar een dak boven wat hoofden                   | Intermonasteriële Werkgroep voor Liturgie Tom Löwenthal        |                                               | Comt nu met sangh |  |